# Amata mogadorensis
Amata mogadorensis  là một loài bướm đêm thuộc phân họ Arctiinae, họ Erebidae.